# Laquette
Laquette – rzeka w północnej Francji, o długości 23,39 km. Uchodzi do Lys w Aire-sur-la-Lys. Powierzchnia dorzecza wynosi 80 km².
Rzeka przepływa przez regiony departament Pas-de-Calais regionu Hauts-de-France, a w nim przez gminy: Aire-sur-la-Lys, Beaumetz-lès-Aire, Bomy, Enquin-lez-Guinegatte, Erny-Saint-Julien, Estrée-Blanche, Liettres, Quernes oraz Witternesse.